# Сахацкий, Михаил Николаевич
 Михаил Николаевич Сахацкий  (1784—1864) — капитан Муромского пехотного полка, участник войн 1805—1814 годов против Наполеона.

## Биография
Из польских дворян Гродненской губернии и уезда, католического вероисповедания. В 1803 году поступил унтер-офицером в Муромский пехотный полк, куда впоследствии вступили его младшие братья, Антон и Франц . В полку их именовали Сахацкий 1-й, 2-й и 3-й.
В 1805−1806 гг. Сахацкий 1-й воевал в корпусе генерала от кавалерии барона Беннигсена в Пруссии и Австрии. В 1807 году получил чин прапорщика. В том же году участвовал в сражениях под городом Пултуском, при деревне Янкове, под городом Гейзенбергом, в битве при Прейсиш-Эйлау, под деревней Лаунау, под городом Гудштадтом, под городом Фридляндом. В 1808 году получил чин подпоручика, а в 1810 — поручика.
В 1812 году в составе запасного батальона Муромского пехотного полка участвовал в боевых действиях гарнизона города Риги. В июне 1812 года ему был присвоен чин штабс-капитана. В сентябре участвовал в сражении под городом Бауском, в декабре — в преследовании неприятеля под городом Мемелем.
В 1813 году воевал в Богемии, затем в Саксонии под городом Пирна, под крепостью Кёнигштайн, под деревней Кричвиц, при приступе к деревне Петерсвальде, 17 августа в сражении под деревней Кульм. Там на склонах горы лейб-гвардии Егерский пехотный полк, имея за собой в резерве два батальона Муромского пехотного полка, защищал от французов выход в горы, с которых спускалась союзная армия .
В представлении на награждение командиров рот Муромского пехотного полка штабс-капитанов Сахацкого и Харченко-Денисенко сказано:
«Посылаемы были с вверенными им ротами в стрелках и при стремлении неприятельских колонн неоднократными ударами в штыки хорошим с оным распоряжением и храбростью опрокидывали оного, при чём ранены Харченко в голову, грудь и спину штыками, а Сахацкий в обе ноги пулями навылет». 43-я стена галереи воинской славы Храма во имя Христа Спасителя в Москве повествует об этом.
За отличие в том сражении Сахацкий М. Н. награждён 19 октября 1813 года орденом св. Владимира 4 степени с бантом, а 11 мая 1814 года — прусским Рыцарским орденом «За заслуги» (Пур ле Мерит).
После ранения Сахацкий М. Н. был оставлен для лечения в Праге. В полк вернулся в 1815 году и по высочайшему приказу Его Императорского Величества 15 июня 1815 года за полученными ранами был уволен от службы капитаном с мундиром и пансионом полного жалованья.
В 1816 году он поступил на государственную службу в Приказ Общественного Призрения и был назначен главным надзирателем в Преображенский богадельный дом в Москве, а с 1823 года — главным надзирателем всех богоугодных заведений Приказа.
В октябре 1852 года Сахацкий присутствовал в числе ветеранов 1812 года у военного генерал-губернатора Закревского на торжественном обеде по случаю 40-летия вывода войск Наполеона из Москвы.
Михаил Николаевич Сахацкий скончался 3 ноября 1864 года на 81-м году жизни и похоронен на Иноверческом кладбище на Введенских горах (могила утрачена).

### Семья
Михаил Николаевич приобрел земельный участок в Москве в Красном Селе, женился на Марии, младшей дочери московского масона полковника Поздеева И. А. В 1823 году у них родился сын Иосиф, а в 1824 — сын Владимир. Мария рано ушла из жизни — в 1826 году. Вторая жена, Варвара, скоропостижно умерла в 1830 году, после родов дочери. В третий раз Сахацкий женился в 1837 году. Жена, Сусанна Николаевна, родила ему трех дочерей и в 1844 году сына Михаила.
В 1853 году капитан Сахацкий Михаил Николаевич проживал на улице 3-й Мещанской в собственном доме, а в Красном селе, на улице Ольховецкой — его дети.
Братья Сахацкого также участвовали в военной кампании 1812—1814 гг..
Память о Михаиле Николаевиче Сахацком сохранилась в семье. Внуки его младшего сына Михаила принимали участие в праздновании 100-летней годовщины Отечественной войны 1812 года. Правнуки помнят о нём и поныне .